# Noel Langley
Noel Langley (Durban, 25 dicembre 1911 – Desert Hot Springs, 4 novembre 1980) è stato uno scrittore e sceneggiatore statunitense.
Sotto contratto fin dall'inizio della carriera con la MGM si distinse per il suo lavoro in fase di sceneggiatura del film Il mago di Oz. Come sceneggiatore lavorò a diversi film; tra questi può essere ricordato Lo schiavo dell'oro.
Oltre alla carriera cinematografica fu attivo anche in ambito teatrale, scrivendo e dirigendo personalmente alcune commedie e alcuni musical; fu anche scrittore di romanzi (ne pubblicò circa una ventina) e di racconti per il Saturday Evening Post.

## Filmografia (parziale)
- Passaggio a Nord-Ovest (Northwest Passage) di King Vidor - sceneggiatore (1940)